# Павлович, Предраг
Пре́драг Па́влович (серб. Predrag Pavlović / Предраг Павловић; 19 июня 1986, Крушевац, СФРЮ) — сербский футболист, полузащитник.

## Карьера

### Клубная
Воспитанник ФК «Партизан», однако ни разу не играл в основном составе «гробарей». В числе клубов, за которые выступал, есть «Напредак» из Крушеваца, «Телеоптик», а также венгерский «Дебрецен».

### В сборной
С 2006 по 2007 годы играл за сборную Сербии до 21 года. Участвовал на Олимпиаде-2008 в Пекине.